# Ка Бенаси (Болоња)
Ка Бенаси је насеље у Италији у округу Болоња, региону Емилија-Ромања.
Према процени из 2011. у насељу је живело 32 становника. Насеље се налази на надморској висини од 493 м.